# Hammermølle
En hammermølle, hammersmedje eller et hammerværk var et værksted i den førindustrielle æra, der typisk blev brugt til at fremstille halvfabrikata i jern, f.eks. smedejernsprodukter eller nogle gange færdige landbrugs- eller mineværktøjer eller militærvåben. Funktionen, der gav navn til disse værksteder, var den vanddrevne jernhammer, eller sæt af hamre, der blev brugt i processen. Hammerens aksel, eller helve, blev drejet på midten, og hammerhovedet blev løftet ved påvirkning af knaster, der var sat på en roterende knastaksel, der med jævne mellemrum trykkede enden af akslen ned. Når den rejste sig og faldt, beskrev hammerens hoved en bue. Forsiden af hammeren var lavet af jern for at øge holdbarheden. 

## Hammermøller
Disse møller, som oprindeligt var drevet af vandhjul, men senere også af dampkraft, blev mere og mere almindelige, efterhånden som værktøj blev tungere med tiden og derfor sværere at fremstille i hånden.
Hammermøllerne smeltede jernmalm ved hjælp af trækul i såkaldte skaktovne (Georgius Agricola 1556, Rennherden, Rennfeuer eller Rennofen : fra Rinnen = "rivulets" af slagger eller Zrennherd fra Zerrinnen = "at smelte væk"). I disse smelteovne, som var udstyret med bælg også drevet af vandkraft, blev malmen smeltet til en glødende klump af blødt, råjern, flydende slagger og trækulsrester. Jernet var ikke flydende, som det ville være i en moderne højovn, men forblev en dejagtig, porøs klump hovedsageligt på grund af tilstedeværelsen af flydende slagger. Disse klumper af jernsvamp, historisk kendt som "blomstrer", blev oprindeligt komprimeret i hånden ved hjælp af en forhammer. Derefter blev de smedet flere gange, som regel med slaghammeren eller med forhamre, indtil al slaggen og trækullet var fjernet, efter at være blevet opvarmet i en anden smedeovn eller esse. Jernet kunne så direkte bruges som blødt jern. En yderligere forbedringsproces, såsom finbehandling som anvendt i højovnsoperationer, var ikke nødvendig.
Det resulterende grove smedejern blev derefter yderligere bearbejdet udvendigt f.eks. i specielle små hammerværker (Zainhammer) til tynde jernstænger, (f.eks. metal-wire), såkaldt stangjern (Zaineisen), som sømsmede havde brug for til at fremstille søm. Videreforarbejdning til såkaldt raffineret jern eller til "elastisk" stål til f.eks. sværdklinger, blev udført af specialiserede raffinerede jernhammersmedjer eller af smede på stedet.

## Fordeling
Geografisk skulle en hammermølle ligge ved et vandløb med tilstrækkelig vandføring til at udnytte vandkraften. Samtidig skulle der være skove i nærheden for at producere de store mængder trækul, der skulle til. Desuden skulle der være forekomster af jernmalm i nærheden for at sikre, at der kun var kort afstand til at transportere de jernholdige malme til smelterierne. Endelig var der brug for landbrugsjord til at brødføde de mange involverede håndværkere.